# Poitiers
Poitiers là tỉnh lỵ của tỉnh Vienne, thuộc vùng Nouvelle-Aquitaine của nước Pháp, có dân số là 83.448 người (thời điểm 2004).

## Nhân khẩu học
| Năm | 1936   | 1954   | 1962   | 1968   | 1975   | 1982   | 1990   | 1999   | 2004   | 2007   | 2008   |
| --- | ------ | ------ | ------ | ------ | ------ | ------ | ------ | ------ | ------ | ------ | ------ |
| Dân số | 44,269 | 52,681 | 62,178 | 71,129 | 81,313 | 79,350 | 78,894 | 83,448 | 87,400 | 89,200 | 91,395 |
| From the year 1962 on: No double counting—residents of multiple communes (e.g. students and military personnel) are counted only once. |        |        |        |        |        |        |        |        |        |        |        |

## Các thành phố kết nghĩa
- Northampton Vương quốc Liên hiệp Anh và Bắc Ireland
- Lafayette, Louisiana Hoa Kỳ
- Coimbra Bồ Đào Nha
- Jaroslawl Nga
- Moundou Tchad

## Những người con của thành phố
- Hilarius của Poitiers, (~315-367) Giám mục
- Radegunde của Thüringen, Thánh (518/20-587)
- Gilbert của Poitiers, (~1080-1145), triết gia và là nhà thần học
- Louis Vierne, nghệ sĩ đàn ống, nhà soạn nhạc
- Michel Foucault, triết gia
- Jean-Pierre Raffarin, chính trị gia
- Jean-Pierre Abelin, chính trị gia
- Jean-Pierre Thiollet, nhà văn pháp
- Brian Joubert, vận động viên trượt băng nghệ thuật
- Emmeram của Regensburg, Giám mục
- Karl Lashley, nhà tâm lý học

Poitiers
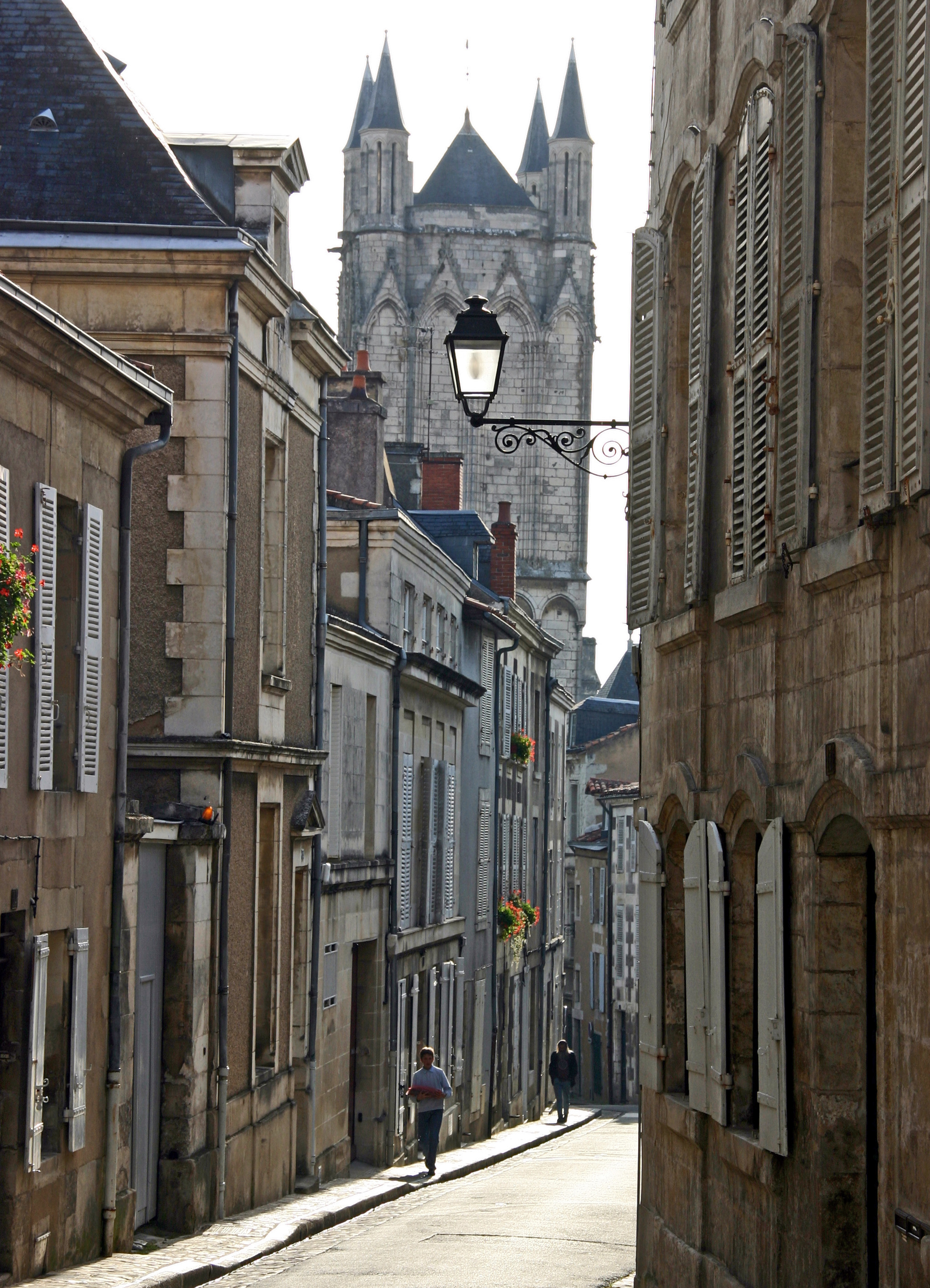
Poitiers
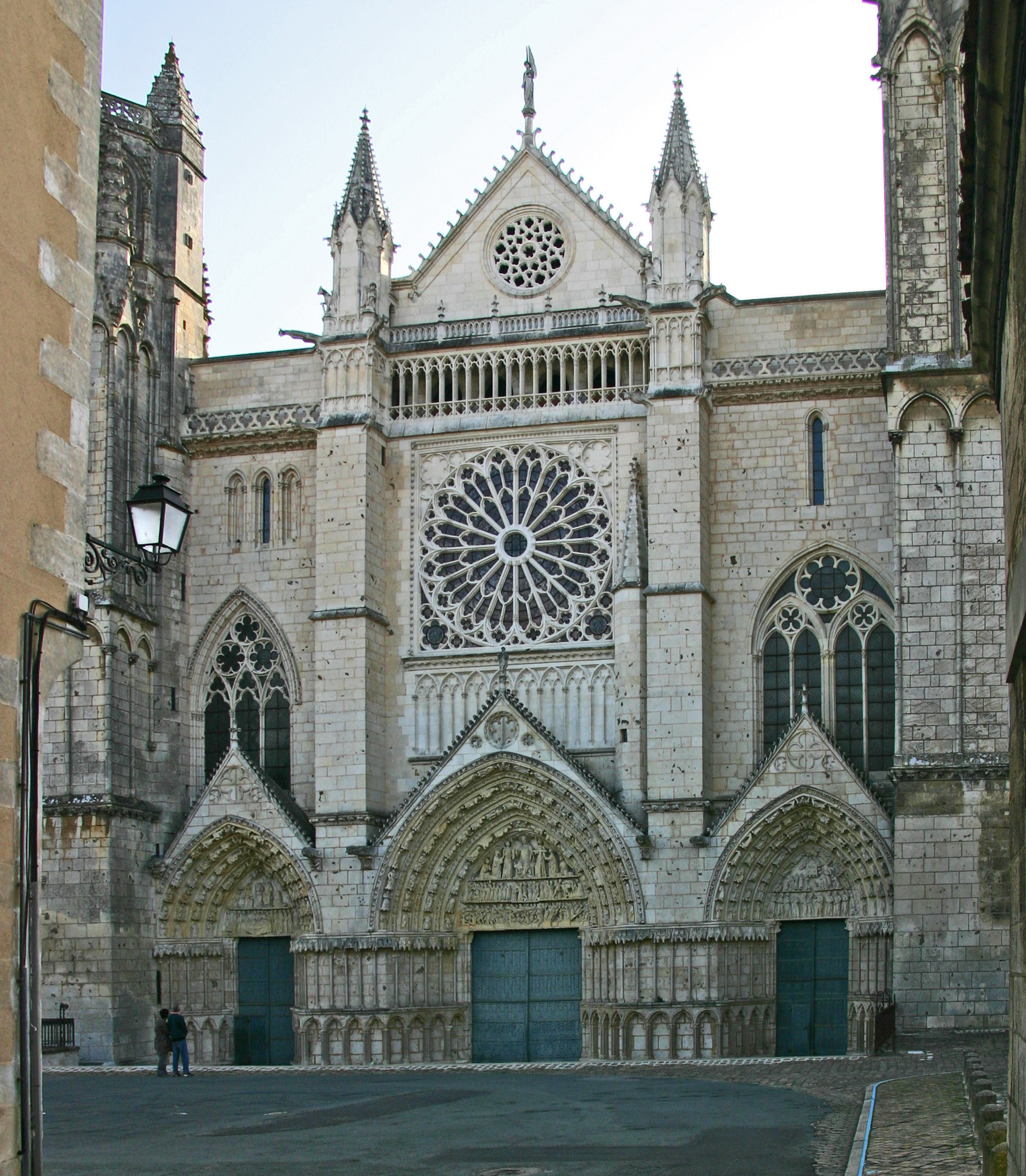
Cathédrale Saint-Pierre
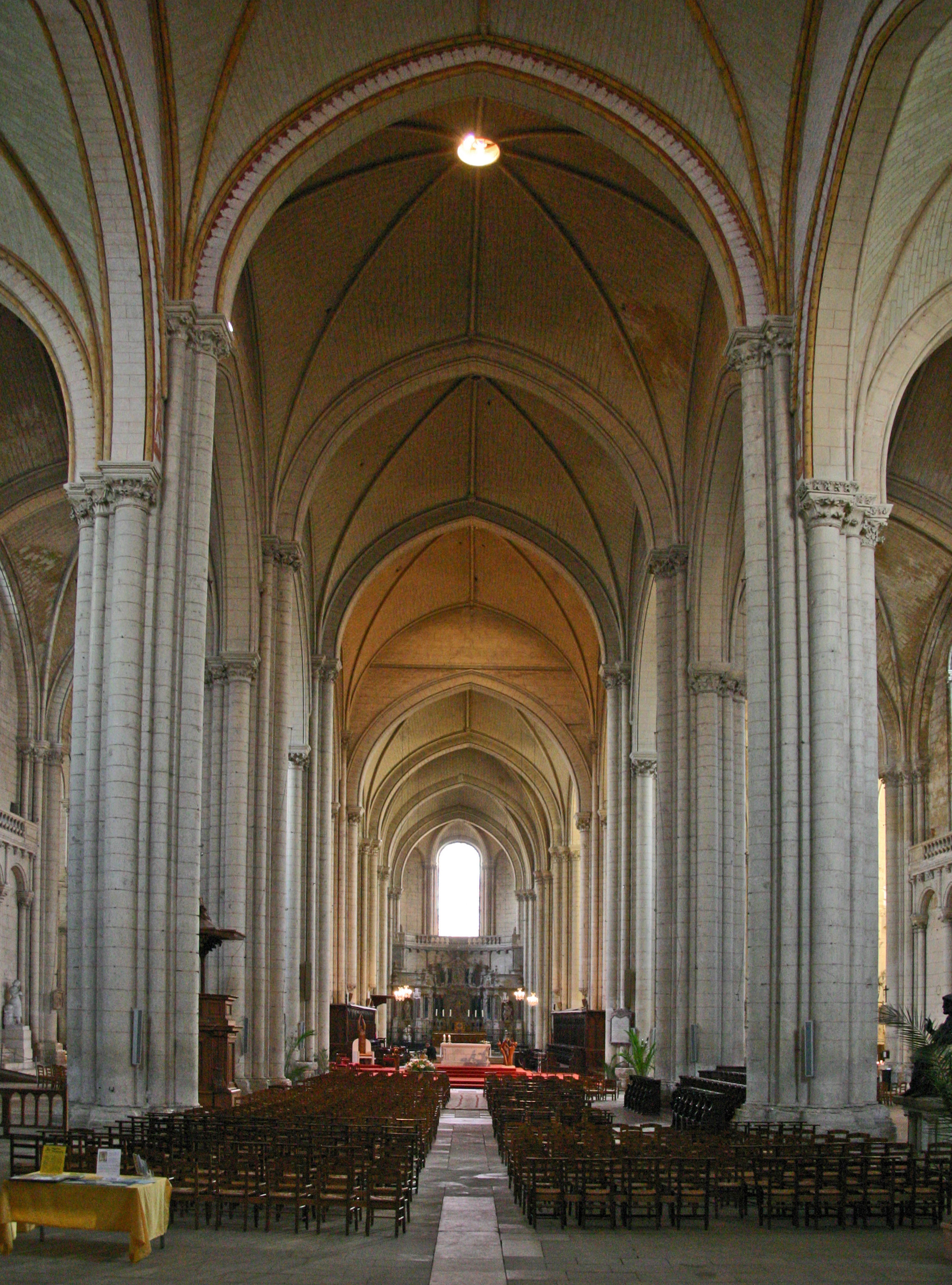
Cathédrale Saint-Pierre
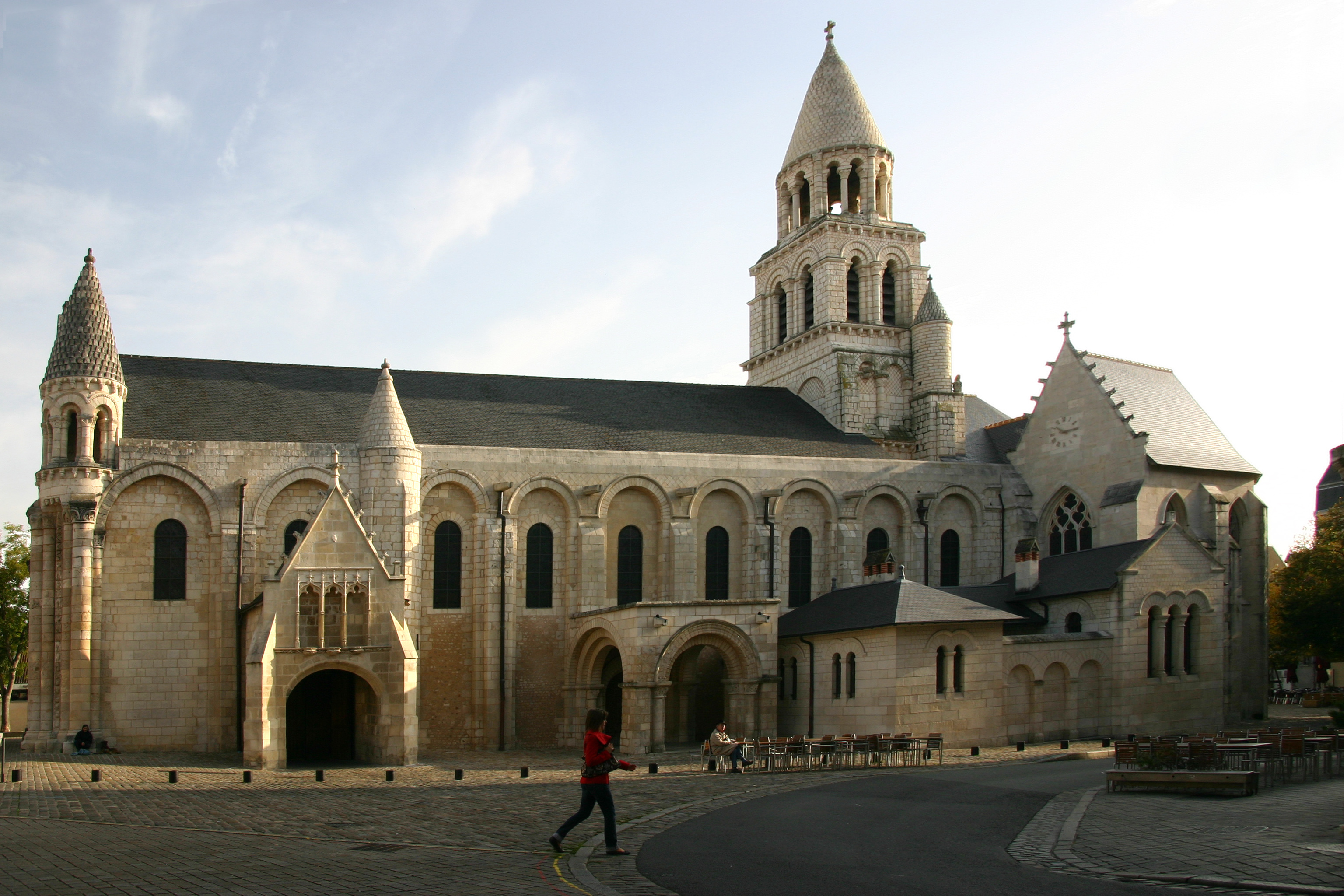
Notre Dame la Grande
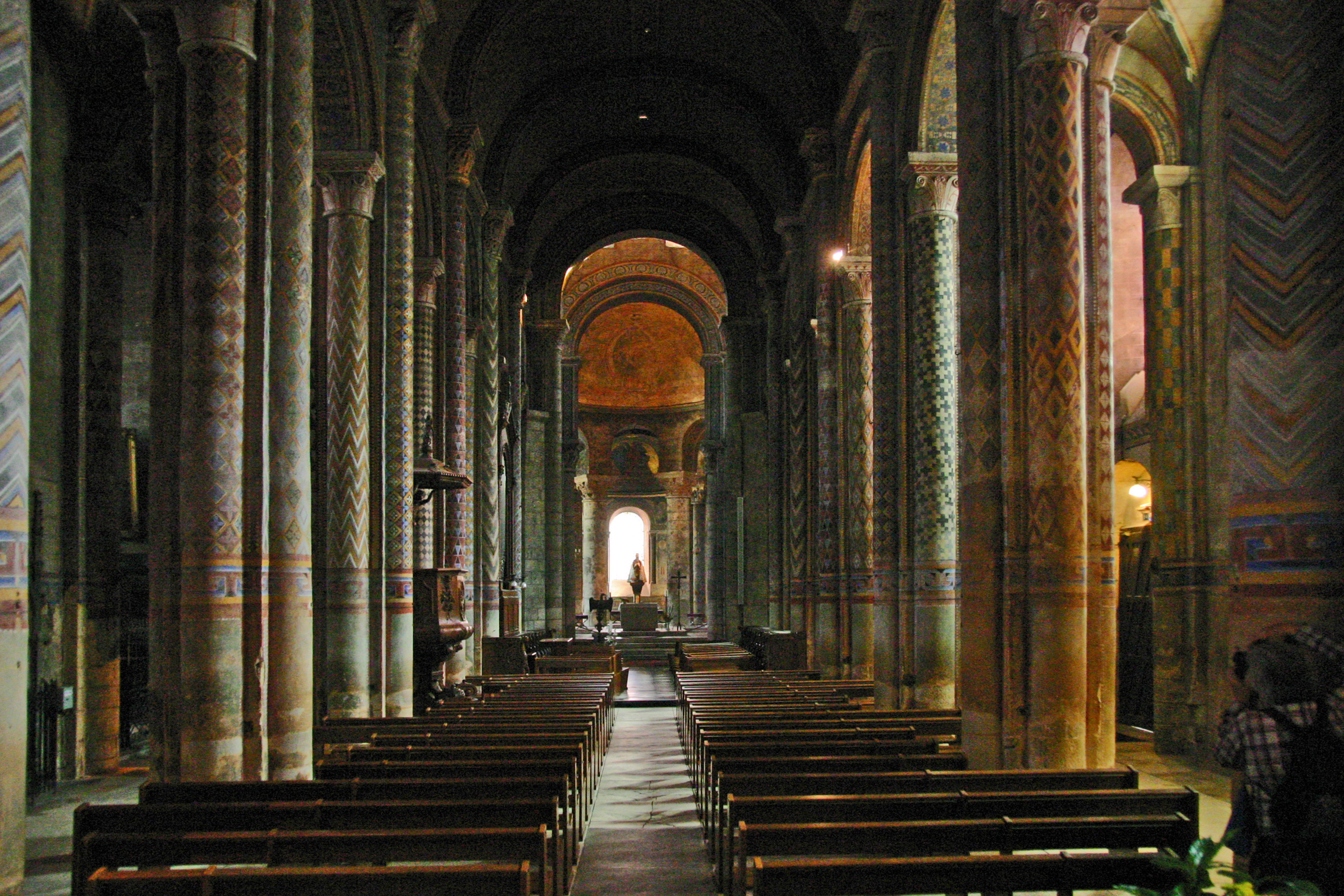
Notre Dame la Grande
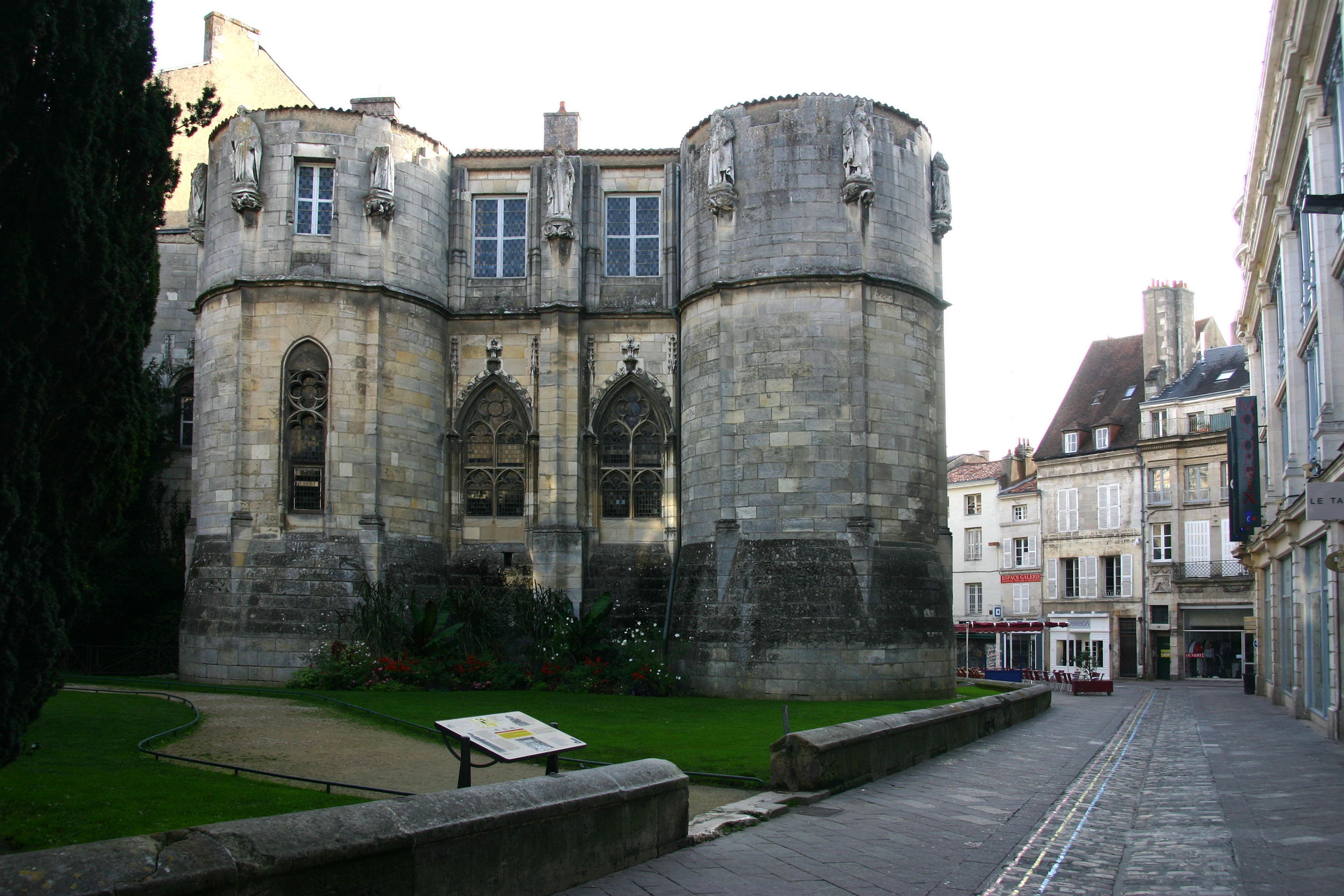
Palais des Comtes